# 盗跖
盗跖もしくは盗蹠（とうせき）は、中国の古文献に登場する伝説的な盗賊団の親分。しばしば盗賊の代名詞のように語られる。

## 文献に登場する盗跖

### 孟子
盗跖の記述が見られる最古のものは、『孟子』とされる。この中では伝説の聖王である舜や殷時代の人物である伯夷と対比した利のみを求めた人物の例として書かれている。井上源吾は『孟子』内の「盗」の用法からして、盗跖は後にいう「強盗」や「泥棒」ではなく、「政治的に潔白でなく、その君を弑して政権を握った人物」を指すのではないかとしている。

### 荘子
『荘子』では盗跖篇三章が設けられており、古典のうちでは最も詳細に書かれている。
春秋時代魯の孝公の子の姫無駭（字は子展）の末裔である展獲（字は子禽、柳下恵の名で知られる）の弟。身の丈は八尺二寸という大男であり、九千人の配下を従えて各地を横行し、強盗略奪をほしいままにしたという。
- 外篇　胠篋篇[5]：盗跖にその徒が盗の道を問う。内容は下の「呂氏春秋｣の記述と同じである。
- 雑編　盗跖篇[6]：盗跖と孔子の問答。盗跖の悪評を聞いた孔子は「奴は弁舌が達者だから、行かないほうがよい」との警告を聞かず、盗跖に理非を説いて改心させようと出かけてゆく。孔子が「あなたのような豪傑を盗賊にしておくのは惜しい。きっと出世したら諸侯になれるでしょう」と説得するが、盗跖は「富と名誉を築いたところで古の皇帝のように結局滅びるだけ」「今も殺しをやるが、諸侯になったら仁義の名目で殺しをやる」など反論され、ほうほうの態で逃げ帰り「私の行いは生きた虎の髭を撫でてそれを編むように無謀な真似だった」（虎鬚を編む）とため息をつく。この話は『宇治拾遺物語』に「盗跖と孔子と問答の事」として収められている。

### 韓非子
「韓非子」五蠹篇：韓非子が説く法家論の比喩として、「人は小額の落し物は着服するが、大金であれば処罰を恐れ盗跖ですら拾わない」と述べ、法を厳しくすることの効能を説いている。

### 史記
- 巻061　第01　伯夷列伝[8]：司馬遷は史記の列伝において孤竹国の義人、伯夷と叔斉が主殺しの周に仕えるのを善しとせず、首陽山（中国語版）で餓死した一方、盗賊の盗跖が富裕のまま天寿を全うしたことに触れ、「天道は是か非か」という疑問を提している[3]。
- 巻092　第32　淮陰侯列伝[9]：劉邦が韓信を粛清した後に捕らえた、韓信の腹心蒯徹を尋問した際、蒯徹を謀反をそそのかした罪で処刑しようとしたが、蒯徹は「跖の狗堯に吠ゆ」（飼い犬というものは相手が聖人であろうとも、主人以外の者に吠えるもの。つまり、自分の主人である韓信のために働くのは当然である）と弁明して釈放された。

### 呂氏春秋
｢呂氏春秋｣（仲冬紀・当務）:
盗跖の仲間が｢泥棒にも道はあるのですか｣と聞いたところ、盗跖｢道のないものは無い。他人の持ち物を見つける聖。人より先に入る勇。出る時は義。時期を見る智。均等に分配する仁。この五者に通じないで大盗をなせたものはいない｣と返した。

### 淮南子
『淮南子』と『呂氏春秋』には飴が発明された際の逸話ががある。柳下恵はこれで老いた父母を喜ばせられると喜んだ。いっぽうで盗跖は飴を使えば他人の家の戸を開けることができると喜んだという。